# 苹果蠹蛾
苹果蠹蛾（学名：Cydia pomonella）是鳞翅目小卷蛾科小卷蛾属的一种昆虫。原产于欧亚大陆，现分布于世界70多个国家几乎所有的苹果和梨产地，苹果蠹蛾幼虫蛀食果肉、果心、种子，造成大量落果和烂果，是一种农业害虫。